# Vacherin
Vacherin es un tipo de queso de vaca. La palabra vacherin deriva de la palabra «vache»,  vaca en francés. Existen dos tipos principales de quesos vacherin, que pueden ser tanto franceses como suizos. 

## Mont d'Or

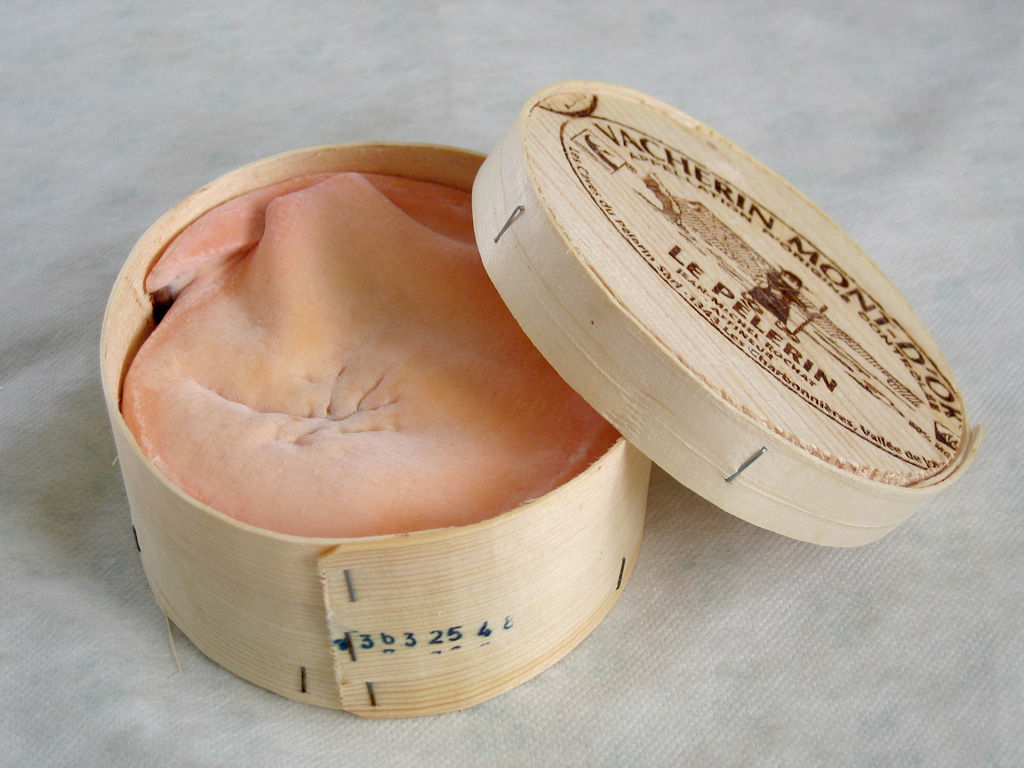
Ejemplar de queso Vacherin suizo Mont d'Or.

Un tipo de queso Vacherin se llama Mont d'Or, o Vacherin du Haut-Doubs, de Francia, o Vacherin Mont d'Or de Suiza (aunque tiende a llamarse simplemente Vacherin en las tiendas locales). Es un queso suave, rico y de temporada elaborado con leche de vaca en Suiza o Francia, generalmente en aldeas de la región de Jura (un origen que se ha controlado oficialmente desde 1981), y tiene una corteza lavada de color amarillo grisáceo. Típicamente contiene de 45 a 50 por ciento de grasa de leche (en materia seca), y se produce entre el 15 de agosto y el 15 de marzo, y se vende entre el 10 de septiembre y el 10 de mayo. El Vacherin Mont d'Or suizo generalmente está hecho con leche termizada (no se permite la pasteurización), mientras que el Vacherin du Haut-Doubs francés no está pasteurizado. Se elabora tradicionalmente en los meses de invierno cuando las vacas bajan de Alpage (pastos de montaña) y no hay suficiente leche para hacer el queso Comté . Se comercializa en cajas redondas de varios diámetros hechas de delgadas tiras de madera de abeto . Las tiras de abeto son cosechadas por especialistas llamados "sanglier". A menudo este queso se sirve caliente en su envase original y se come como fondue . 
Oficialmente, la Denominación de Origen Controlada francesa (AOC / PDO) permite la producción artesanal y cooperativa del queso con la denominación Mont d'Or. Hay 11 productores de queso Vacherin en Francia (2009).

## Vacherin Fribourgeois
El otro tipo de vacherin, es un queso suizo más firme denominado vacherin fribourgeois (queso Vacherin de Friburgo o friburgués). Se produce bajo la denominación de origen controlada (AOC) suiza en el cantón de Friburgo, donde también tiene su origen el queso Gruyère. Tiene un sabor ligeramente ácido y resinoso, similar a la fontina italiana, con una fuerza variable según la edad y el tipo. También es un componente básico de préstamo de fondues (dependiendo de la receta). El vacherin fribourgeois tiene estatus AOC suizo, con las siguientes 6 variedades disponibles:  
- Clásico (edad: 6-12 semanas)
- Extra (envejecido: mínimo 12 semanas)
- Rústico (envejecido: mínimo 12 semanas, pero hasta 25 semanas (6 meses))
- Alpage (edad: 12-25 semanas)
- Montaña (de 9 a 25 semanas)
- Bio (orgánico) (envejecido: mínimo 9 semanas)

Cuanto más envejece el queso vacherin, más fuerte es el olor a amoníaco debido a la actividad de microorganismos en el queso. 

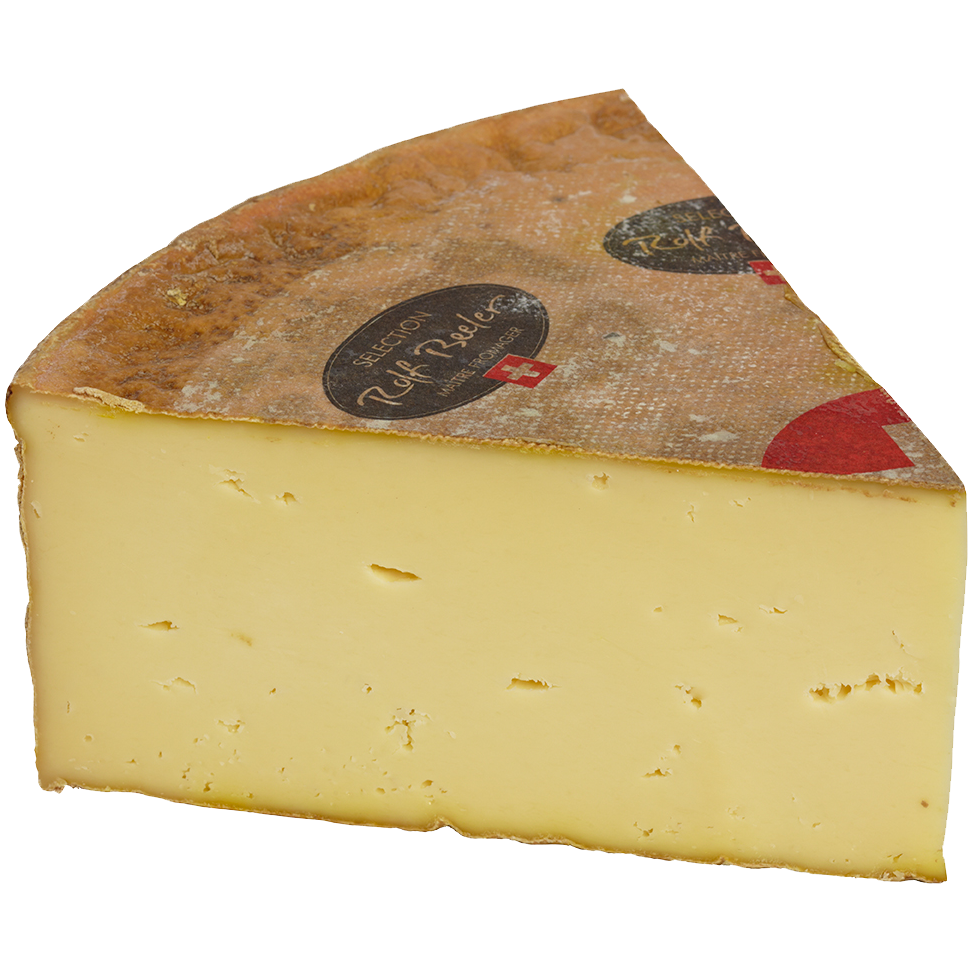
Queso Vacherin de Friburgo de leche cruda elaborado por el afiliado suizo Rolf Beeler.

### Vacherin d'alpage
El vacherin d'alpage es un queso elaborado a partir de la leche de vacas que pastan en prados alpinos y, por lo tanto, tiene un sabor mucho más particular.